# Загреб (хоккейный клуб)
«За́греб» (хорв. Klub hokeja na ledu Zagreb) — хоккейный клуб из города Загреб. Выступает в Хорватской хоккейной лиге. Домашние матчи проводит на арене Арена Велесаям.

## История
Клуб основан в 1982 году. С 1991 года играет в Хорватской лиге. Прозвище команды — «вепри» — связано с логотипом клуба.

## Достижения
- Хорватская хоккейная лига:
  - Победители (4) : 1991[2], 1992[3], 1993[4], 1995[5]

## Известные игроки
- Ваня Белич
- Марко Ловренчич
- Мислав Благус